# Shadowgraph

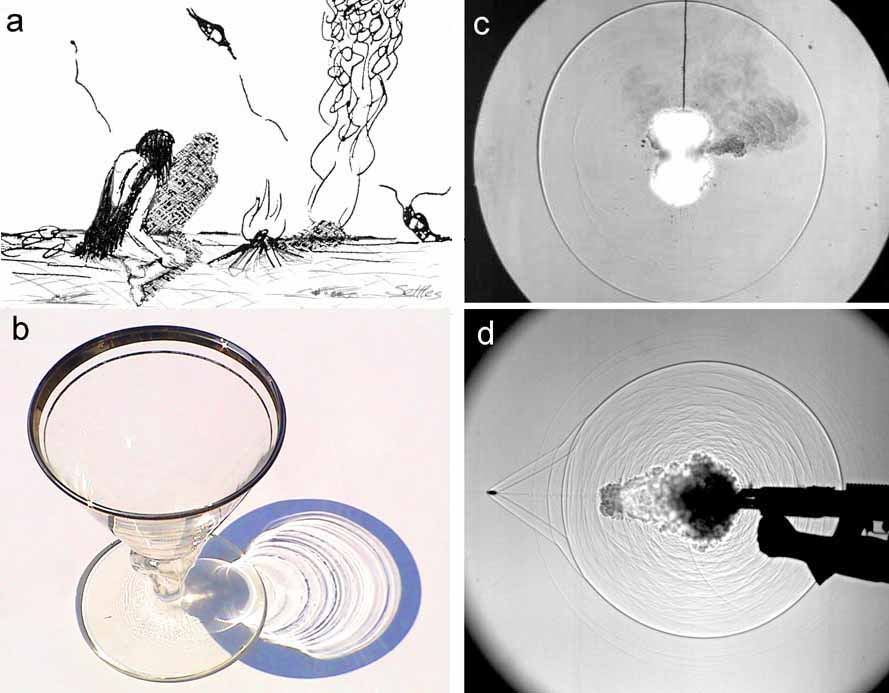
a) Shadowgraph préhistorique; b) Shadogramme d'un verre de martini à la lumière du soleil ; c) Shadogramme focalisé d'une explosion de pétard ; d) Shadogramme type « Edgerton » du tir d'un fusil d'assaut AK-47.

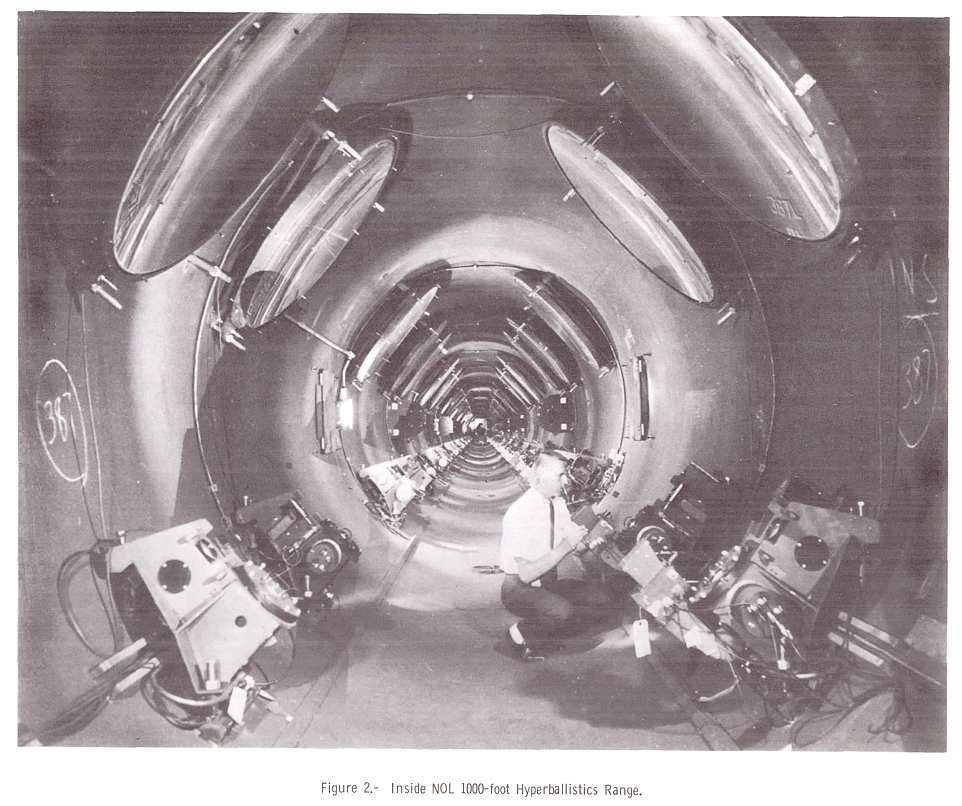
Tunnel avec plusieurs shadowgraphes (1 par miroir) composés d'une lampe, d'un miroir et d'une caméra.

Le shadowgraph (aussi appelé ombroscopie) est une méthode optique qui permet de révéler les inhomogénéités des milieux transparents, comme les gaz, les liquides ou le verre. Proche de la strioscopie, elle repose sur la visualisation des flux grâce à leur ombre. Le résultat de l'utilisation d'un shadowgraph est appelé shadogramme.
Il est en principe impossible d'observer directement une différence de température ou une onde de choc dans un milieu transparent. Néanmoins, ces perturbations génèrent des réfractions capables de générer des ombres. Par exemple, les volutes d'air chaud s'élevant d'un feu peuvent être observées grâce à l'ombre qu'elles génèrent sur une surface proche éclairée par la lumière du jour.
Par ailleurs, le shadowgraph a été utilisé dans l'animation afin d'améliorer le réalisme des dessins animés. L'une des premières utilisations a été réalisée par les studios Disney sur le court métrage Trois Espiègles Petites Souris (1936) Silly Symphonies.